# الدورة الحادية والسبعون للجمعية العامة للأمم المتحدة
افتتحت الدورة الحادية والسبعون للجمعية العامة للأمم المتحدة في 13 سبتمبر 2016. رأس الجمعية العامة للأمم المتحدة عضو من مجموعة آسيا والمحيط الهادئ.

## تنظيم الدورة
تم اختيار سفير فيجي بيتر تومسون على القبرصي أندرياس مافرويانيس لرئاسة الجمعية  في عام يتضمن انتخاب أمين عام جديد للأمم المتحدة. قال وزير خارجية فيجي، راتو إينوك كوبوابولا، إن البلاد سعت إلى منصة لتحقيق التنمية المستدامة التي ستسمى مؤتمرات الأمم المتحدة التي تعقد كل ثلاث سنوات حول المحيطات والبحار.
كما هو معتاد في كل دورة من دورات الجمعية العامة، سيجري الأمين العام بان كي مون قرعة لمعرفة الدولة العضو التي ستتولى القيادة على المقعد الأول في قاعة الجمعية العامة، مع اتباع الدول الأعضاء الأخرى وفقًا للترجمة الإنجليزية لأسمائهن، سيتم اتباع نفس الترتيب في اللجان الرئيسية الست.
كما سيتم انتخاب رؤساء وأعضاء مكتب اللجان الرئيسية الست للجمعية العامة: اللجنة الأولى (لجنة نزع السلاح والأمن الدولي)؛ اللجنة الثانية (اللجنة الاقتصادية والمالية)؛ اللجنة الثالثة (اللجنة الاجتماعية والإنسانية والثقافية)؛ اللجنة الرابعة (لجنة المسائل السياسية الخاصة وإنهاء الاستعمار)؛ اللجنة الخامسة (لجنة الإدارة والميزانية) واللجنة السادسة (اللجنة القانونية).
سيكون هناك أيضًا تسعة عشر نائبًا لرئيس الجمعية العامة للأمم المتحدة. كانت نيبال واحدة من هؤلاء من مجموعة آسيا والمحيط الهادئ.

### المناقشة العامة
سيكون لمعظم الدول ممثل يتحدث عن القضايا المتعلقة ببلدهم وآمال العام المقبل فيما ستفعله الجمعية العامة. وهي فرصة للدول الأعضاء للتعبير عن رأيها في القضايا الدولية التي تهمها. ستجرى المناقشة العامة من سبتمبر إلى أكتوبر، باستثناء يوم الأحد.
يتم إعطاء ترتيب المتحدثين أولاً للدول الأعضاء، ثم الدول المراقبة والهيئات فوق الوطنية. ستتاح لأي كيانات مراقبة أخرى فرصة التحدث في نهاية المناقشة، إذا اختارت ذلك. سيتم وضع المتحدثين على القائمة حسب طلبهم، مع إيلاء اعتبار خاص للوزراء والمسؤولين الحكوميين الآخرين من رتب مماثلة أو أعلى. وفقًا للقواعد المعمول بها للمناقشة العامة، يجب أن تكون البيانات بإحدى اللغات الرسمية للأمم المتحدة وهي العربية أو الصينية أو الإنجليزية أو الفرنسية أو الروسية أو الإسبانية، على أن تتم ترجمتها بواسطة مترجمي الأمم المتحدة. يُطلب من كل متحدث تقديم 20 نسخة مسبقة من بياناته إلى موظفي المؤتمرات لتسهيل الترجمة وتقديمها على المنصة. يُطلب أن تكون الكلمات محددة بخمس دقائق، مع سبع دقائق للهيئات فوق الوطنية. اختار الرئيس بيتر تومسون موضوع المناقشة على أنه «أهداف التنمية المستدامة: دفعة عالمية لتغيير عالمنا» 

## الأحداث
افتتحت قمة اللاجئين والمهاجرين في 19 سبتمبر على هامش المناقشة العامة للرد على أزمة المهاجرين إلى أوروبا.

## القرارات
جاءت القرارات أمام الجمعية العامة للأمم المتحدة بين أكتوبر 2016 وصيف 2017.
أصدر الاجتماع الخامس والخمسون للجنة الثالثة خلال الدورة قرارًا يسمي عام 2019 «السنة الدولية للغات الشعوب الأصلية» ودعا اليونسكو إلى «العمل كوكالة رائدة لهذا العام».

## انتخابات
تم انتخاب الأعضاء غير الدائمين في مجلس الأمن للفترة 2018-2019 في 2 يونيو 2017، حيث تم انتخاب غينيا الاستوائية وساحل العاج والكويت وبيرو وبولندا  لشغل المقاعد التي ستخليها مصر والسنغال وأوروغواي واليابان وأوكرانيا في 31 ديسمبر 2017. البلدان المنتخبة حديثًا سوف تشغل مقاعدها في 1 يناير 2018.
ستجرى انتخابات لاختيار 18 عضوا في مجلس حقوق الإنسان التابع للأمم المتحدة لمدة ثلاث سنوات.
تم اختيار الأمين العام الجديد، أنطونيو جوتيريس، يوم 6 أكتوبر 2016 وتولى منصبه في 1 يناير عام 2017.

## روابط خارجية
- رئيس الدورة الحادية والسبعين للجمعية العامة بيتر تومسون
- جدول أعمال الدورة الحادية والسبعين للجمعية العامة